# Ocupación española de Tánger (1940-1945)

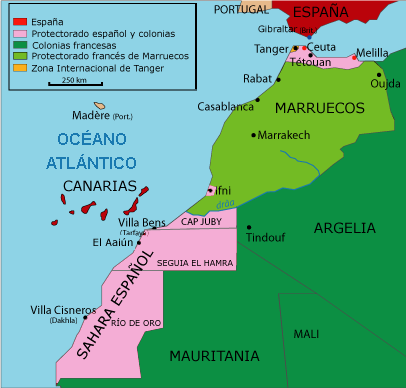
Ubicación de la Zona Internacional de Tánger con respecto al Marruecos español antes de la ocupación

Durante la Segunda Guerra Mundial, el 14 de junio de 1940, días después de la declaración de guerra italiana tras la invasión alemana de Francia, el mismo día de la entrada de las tropas alemanas en París, España inicia la ocupación de la Zona Internacional de Tánger, anexionándolo al Protectorado español de Marruecos, en el norte del actual Marruecos. 
La presencia española duraría hasta el 11 de octubre de 1945, poco después de haber terminado la guerra.

## Historia

### Ocupación

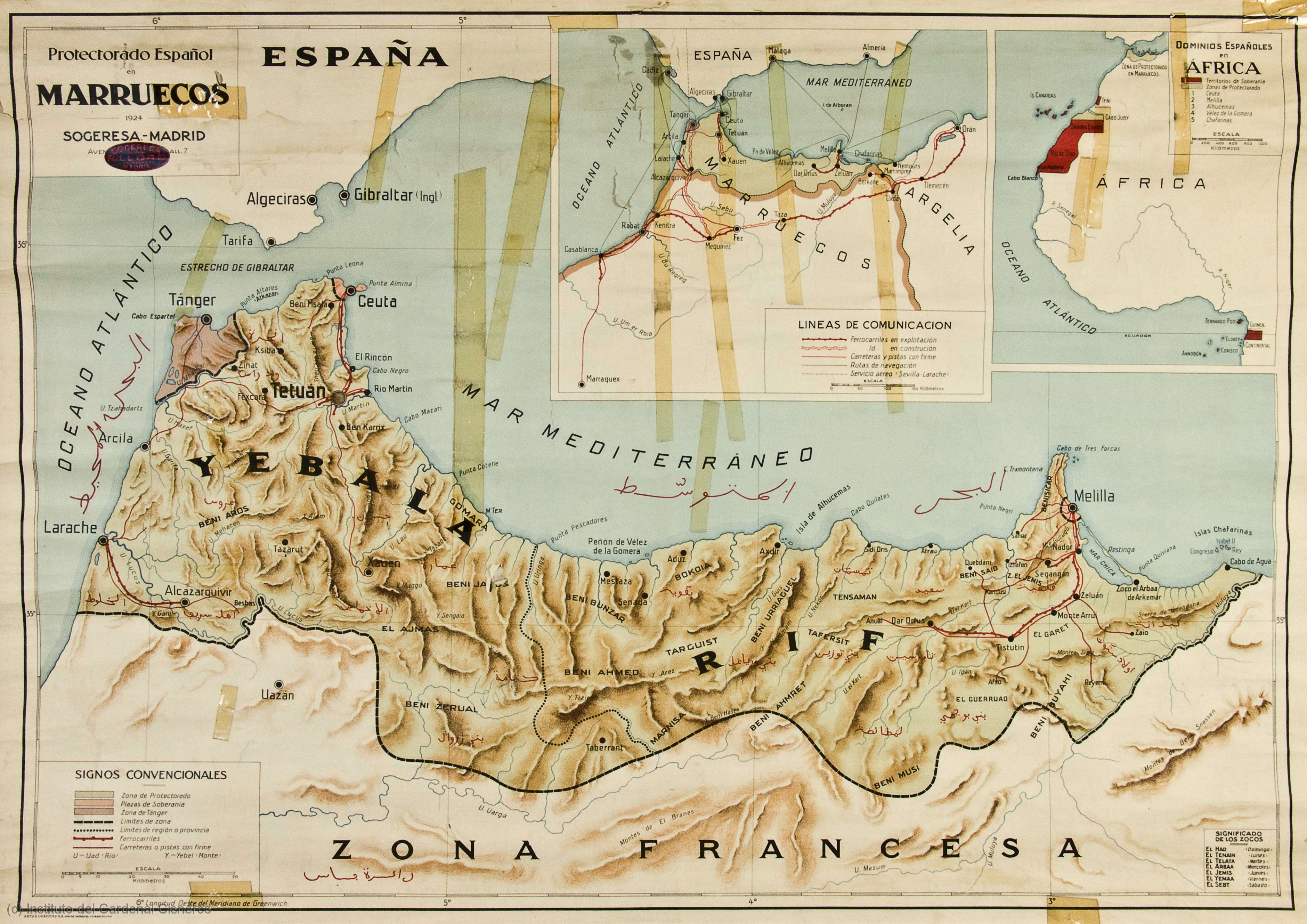
Mapa del Protectorado Español en Marruecos en 1924, que muestra la zona de Tánger en color marrón oscuro.

Mapa de Tánger en 1936.

El 13 de junio de 1940, cuando los alemanes estaban a punto de entrar en París, el general Franco abandonó la «estricta neutralidad» y se declaró «no beligerante», que era el estatuto que había adoptado la Italia fascista antes de entrar en la guerra.
Viendo el colapso de la Tercera República francesa, y preocupados por posibles desembarcos de los beligerantes utilizando el puerto de la ciudad. El Estado Mayor del Ejército de Marruecos emite la orden preparatoria nº1 ordenando lo ocupación del Tanger alegando:

La contienda europea se ha extendido, en los últimos días, a nuevos Teatros de Operaciones. Entra dentro de lo posible que, antes de que la guerra llegue al Mediterráneo e intervenga Italia, intenten Francia e Inglaterra mejorar sus posiciones en el Estrecho de Gibraltar con alguna operación de desembarco. Informes de distintos orígenes señalan como más probable que este desembarco se prepare en la Zona Internacional de Tánger.

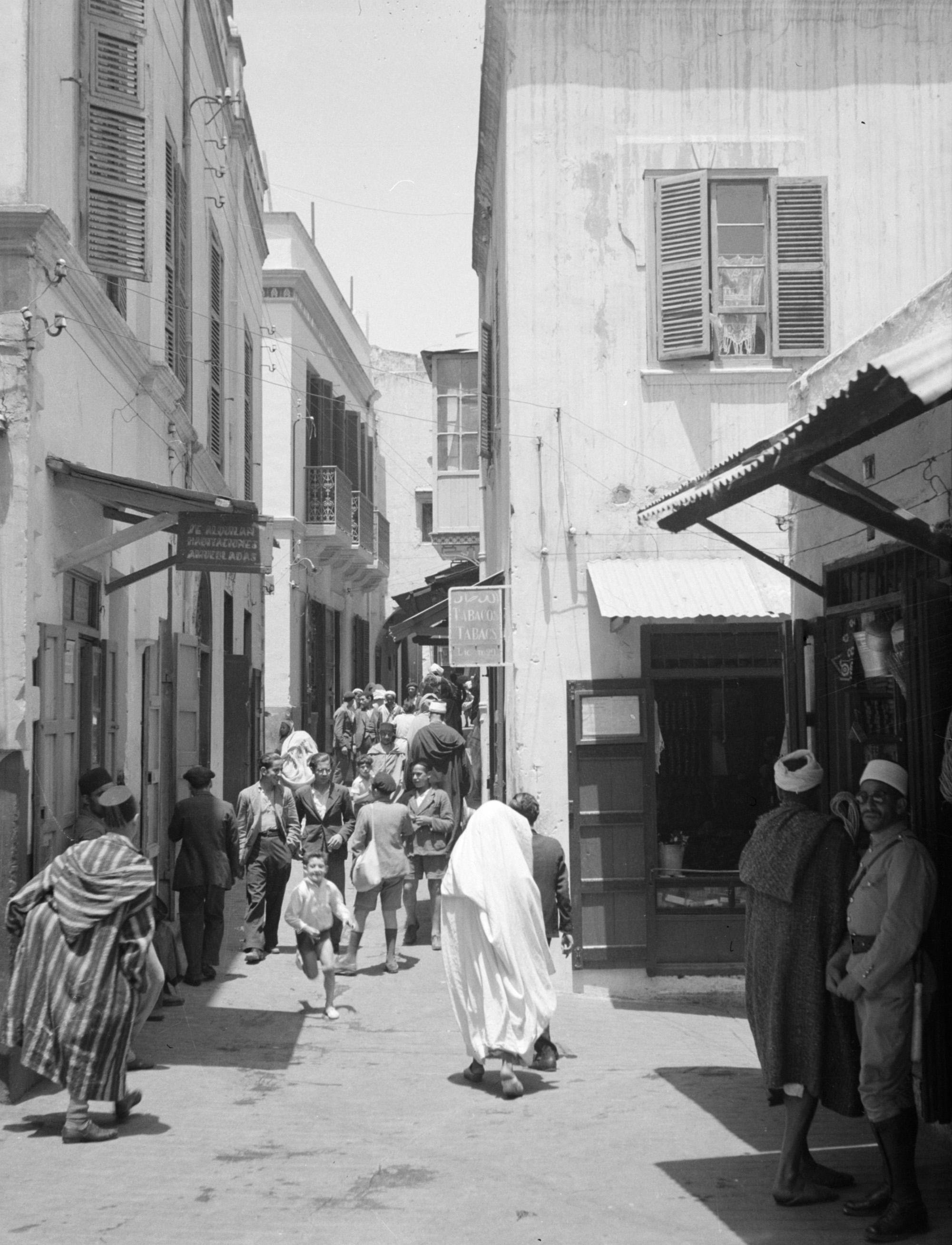
Foto de una calle de Tánger en 1935.

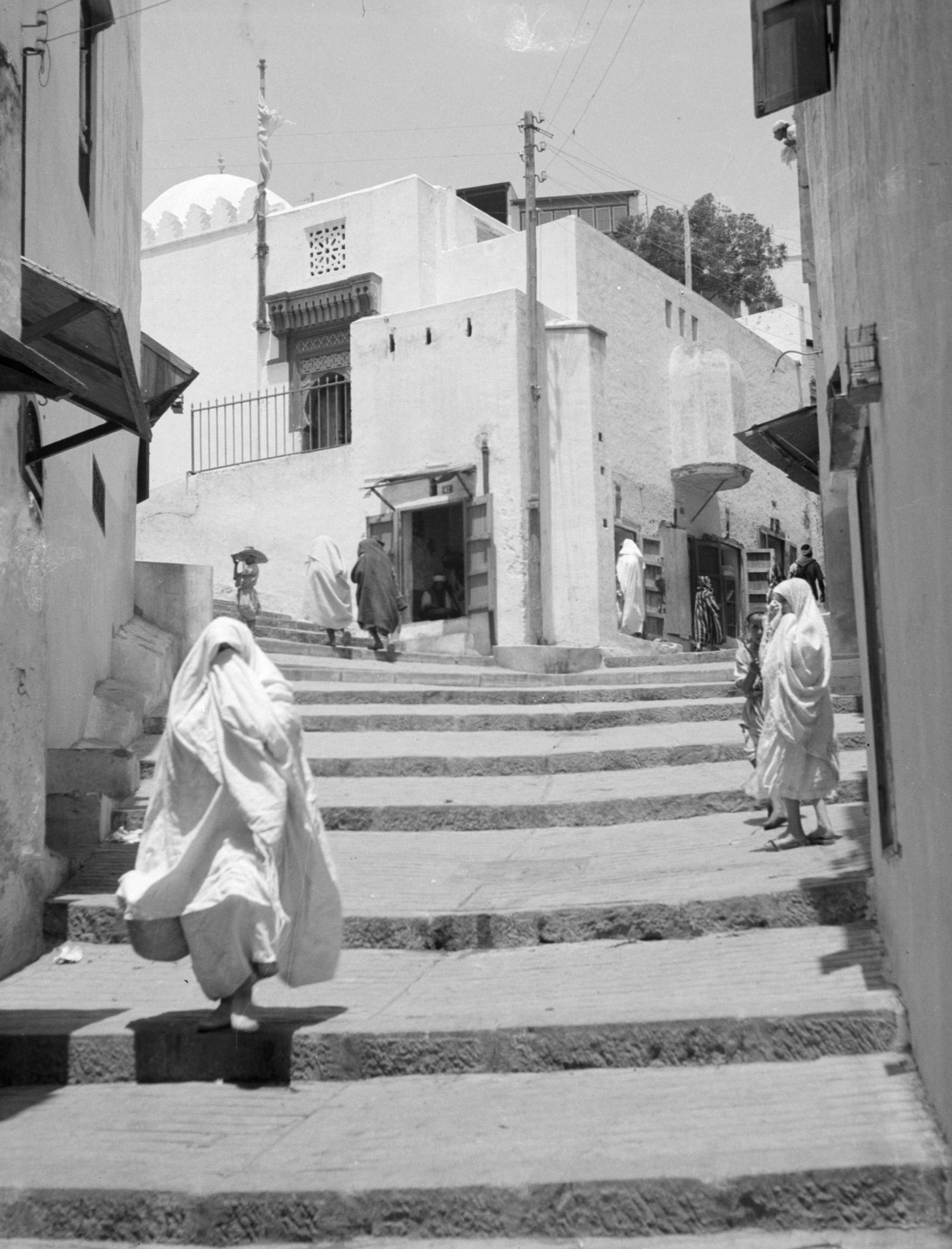
Foto de una calle de Tánger en 1935.

Y en el apartado Propósitos y Objetivos:

dominar la Población de Tánger, Punta Altares y los Montes Quebir y Es-lokia. Así mismo, la idea de Maniobra determinaba la ocupación de la costa entre Punta Altares y Cabo Espartel, y las alturas que rodean la población de Tánger.

La misión, que se realizó al día siguiente de la declaración de no beligerancia, quedó encomendada a un contingente de 4.000 soldados con base en el Marruecos español. La columna quedó formada  por:
- Mehal-la de Tetuán n.º1: 3 Tabores de Infantería y 1 Tabor de Caballería.
- Mehal-la de Tetuán n.º3: 3 Tabores de Infantería y 1 Tabor de Caballería.
- 1 na sección de transmisiones del Batallón de Transmisiones de Marruecos.
- 1 Grupo de Artillería de 75/28 del Regimiento de Artillería nº 30 del IX Cuerpo de Ejército Marroquí (estacionado a las afueras de Tánger en R’agia).
- Se ordena al Regimiento de Infantería de la División nº 41 que quede preparado de apoyo.
- 1 na Sección de Infantería de Marina del Minador Vulcano

A las 11:30 el Jefe del Ejército de Marruecos comunica al Ministro del Ejército, por teletipo que se ha finalizado la Operación sin novedad.
A pesar de la afirmación de que la ocupación fue una medida "provisional", la operación fue la realización de un deseo de mucho tiempo y preludio de una potencial ocupación del Marruecos francés que no sucedió porque Rabat finalmente se unió al nuevo régimen de Vichy . El Mendoub, el representante del sultán, fue expulsado en marzo de 1941, socavando aún más la influencia francesa en los asuntos de Tánger.
Para la historiografía franquista la ocupación se hizo con el acuerdo del gobierno francés que concedió el permiso el 13 de junio. Sin embargo, Paul Preston afirma que el embajador español en Francia se limitó a comunicar a los franceses que la acción se había tomado para garantizar la seguridad de la ciudad, justificación que la historiografía franquista ha dado por válida. Sin embargo, la prensa, controlada por el régimen, presentó la ocupación de Tánger como el fin de las claudicaciones españolas y como el primer paso para reconstruir el Imperio español, y, por otro lado, el ministro de asuntos exteriores Beigbeder se jactó ante el encargado de negocios italiano de que la ocupación de Tánger se había perpetrado «cuando el Quai d'Orsay tenía que preocuparse de cosas bastante más graves que oponerse a las intenciones españolas» en referencia a la entrada ese mismo día de las tropas alemanas en París.
Hitler le dijo al general Juan Vigón cuando lo recibió en Bélgica el 16 de junio que estaba encantado de que Franco «hubiera pasado a la acción sin mediar palabra». En realidad la ocupación de Tánger, según Paul Preston, era el primer paso para construir un imperio español en África. El 19 de junio Franco reveló sus pretensiones a los italianos: apoderarse del Marruecos francés y de una parte de la Argelia francesa y extender el Sahara español, también a costa de Francia, así como expandir los territorios en torno a la colonia española de Guinea en el centro de África.

### Retirada
Tras la Conferencia de París sobre Tánger de agosto de 1945 entre el Reino Unido, Francia, Estados Unidos y la Unión Soviética, una España aislada aceptó las condiciones enunciadas en la primera el 19 de septiembre de 1945 y se retiró de Tánger el 11 de octubre de 1945. Tánger luego volvió al estado anterior a la guerra de una zona internacional.

## Otras lecturas
- Spencer, Claire (1993). «The Spanish Protectorate and the Occupation of Tangier in 1940».  En Joffé, George, ed. North Africa: Nation, State, and Region. London: Routledge. ISBN 9780415091626.
- Halstead, C (1978). «Aborted Imperialism: Spain's Occupation of Tangier, 1940–1945». Iberian Studies 7 (2): 53-71.

- Datos: Q86756565